# Aleksandr Morozévich
Aleksandr Serguéyevich Morozévich (Алекса́ндр Серге́евич Морозе́вич) (nacido el 18 de julio de 1977) es un Gran Maestro de ajedrez ruso.
En julio de 2008 Morozévich alcanzó su mejor lugar en la lista de la FIDE con un elo de 2787, siendo el número 2 del mundo tras Topalov. En marzo del 2011 ocupa el lugar 40 del ranking mundial.
Morozévich es conocido por emplear aperturas poco comunes. Por ejemplo, contra el Gambito de la Dama,  a menudo jugaba la Defensa Chigorin (1. d4 d5 2. c4 Nc6), y más recientemente el Contragambito Albin (1.d4 d5 2.c4 e5). Es también conocido por preferir complicaciones a posiciones claras. De este modo, se ha ganado la fama de ser uno de los jugadores más creativos y combativos de la actualidad. Es, junto a Shirov, uno de los jugadores de élite favoritos del público, por no pactar prácticamente nunca rápidas tablas y por su juego, fresco, que rompe con la monotonía de la teoría de aperturas estándar.
Entre sus resultados más notables aparecen el 7,5/10 en la olimpíada de 2000 (ganando la Medalla de bronce en la mesa 2 con un rendimiento elo de 2803); y el 7/11 puntos en la olimpíada de 2002. 

Su primer triunfo en un torneo internacional fue en 1994, cuando a la edad de 17 años ganó el torneo del Bank Lloyds en Londres, con unos espectaculares 10,5 de 11 puntos.
En septiembre de 2005, Morozévich jugó por el título en el Campeonato Mundial de ajedrez, quedando en cuarto lugar detrás de Veselin Topalov, Vishwanathan Anand y Piter Svidler.
En 2006, ganó en el 39° Festival Internacional de ajedrez de Biel, Suiza, del 22 de julio al 4 de agosto.
La clasificación final en Biel 2006 fue la siguiente:
| Posición | Participantes        | Puntos |
| -------- | -------------------- | ------ |
| 1        | Aleksandr Morozévich | 7.5    |
| 2        | Magnus Carlsen       | 6      |
| 3        | Teimour Radjabov     | 6      |
| 4        | Andréi Volokitin     | 4      |
| 5        | Yannick Pelletier    | 4      |
| 6        | Lázaro Bruzón        | 2.5    |

En diciembre de 2006, ganó el fuerte torneo Ciudad de Pamplona con una puntuación de 6 de 7 y un rendimiento elo asombroso de 2951.
En marzo de 2007, en el más reciente Torneo Internacional de Ajedrez Ciudad de Linares, Morozévich quedó clasificado 3.º, con 7.5 puntos en 14 partidas, (+4 = 7 -3).
En el 37.º Torneo de Bosnia, en Sarajevo, Morozévich quedó 4.º, con 3 victorias, 3 derrotas y 4 tablas.
La clasificación final del Torneo de Bosnia, 2007:
| Posición | Participantes        | Puntos |
| -------- | -------------------- | ------ |
| 1        | Sergéi Movsesian     | 6.5    |
| 2        | Borki Predojević     | 5.5    |
| 3        | Ivan Sokolov         | 5      |
| 4        | Aleksandr Morozévich | 5      |
| 5        | Nigel Short          | 4.5    |
| 6        | Artiom Timoféyev     | 3.5    |

https://m.youtube.com/watch?v=-wRdgOllrzM